# Something Good – Negro Kiss
 (décembre 2023).
Si vous disposez d'ouvrages ou d'articles de référence ou si vous connaissez des sites web de qualité traitant du thème abordé ici, merci de compléter l'article en donnant les références utiles à sa vérifiabilité et en les liant à la section « Notes et références ».
Pour plus de détails, voir Fiche technique et Distribution.
Something Good – Negro Kiss est un court métrage muet de 1898 montrant un couple s'embrassant et se tenant par la main. On pense qu'il dépeint le premier baiser à l'écran impliquant des Afro-Américains et est connu pour s'écarter de la présentation prévalente et purement stéréotypée de la caricature raciste dans la culture populaire de l'époque où il a été réalisé. Le film était considéré comme perdu jusqu'à sa redécouverte en 2017, et a été ajouté au National Film Registry en 2018.

## Production
Dans Something Good, un couple afro-américain bien habillé échange plusieurs baisers. Entre les baisers, ils se tiennent et balancent les mains l'un de l'autre et rient ensemble. La chimie dans les performances est décrite comme "palpable", transmettant un "sens indéniable de naturel, de plaisir et d'amusement". Une version légèrement plus longue a été découverte en 2021; cette version montre le couple avant qu'ils ne s'embrassent, et inclut le "prélude avant les baisers, avec la cour, le refus et la négociation". La version plus longue a été produite à la même époque et aurait pu être destinée au marché international. Les recherches indiquent que des versions alternatives étaient vendues et listées séparément avec des longueurs variables. La version plus longue est également prise d'un point de vue plus éloigné et inversé, avec les acteurs sur les côtés opposés de la première version, bien que l'on ne sache pas si cela était une erreur de production ou de reproduction. Les chercheurs perçoivent également le film plus long comme étant plus "vaudevillesque", avec plus de travail d'acteur, que la romance du premier.
Lorsqu'il a été produit, il a probablement été présenté avec d'autres courts métrages comme une vignette comique, une parodie du film de 1896, The Kiss. Something Good mettait en vedette les artistes de scène Saint Suttle et Gertie Brown. Suttle était un compositeur pour le théâtre populaire et Brown une actrice du circuit vaudeville. Les deux se produisaient également en tant que partenaires de danse. Ils faisaient partie d'un groupe connu sous le nom de The Rag-Time Four, qui interprétait des variations sur la danse populaire du cakewalk. Ils étaient peut-être au studio de cinéma pour jouer dans une vignette de cakewalk, jouant le film de manière impromptue.
Le film a été réalisé à Chicago par le réalisateur et producteur William Selig, un pionnier du cinéma, qui avait également une expérience antérieure des minstrel shows. Il a utilisé sa propre version d'une caméra cinématographe Lumière pour filmer Something Good. Selig a distribué le film de la Selig Polyscope Company à travers le catalogue de vente par correspondance de Sears & Roebuck.
Le négatif du film nitrate de Something Good a été redécouvert lors d'une vente de succession en Louisiane par un archiviste de l'Université de Californie du Sud en 2017. En examinant les détails techniques du film, et ainsi en datant avec le stock de film et les trous de perforation, les catalogues et le matériel de vente, les chercheurs de l'USC et de l'Université de Chicago ont pu identifier l'histoire de la production du film. La Hugh M. Hefner Moving Image Archive de l'USC revendique les droits d'auteur de la version restaurée du film, qu'elle a publiée sur Vimeo.
Une version plus longue de quelques secondes a été redécouverte à la Bibliothèque nationale de Norvège en 2021, incluant le prélude aux baisers. C'est l'un des plus anciens films de la collection de la Bibliothèque nationale. Cette copie faisait partie d'une bobine trouvée dans la ville de Leksvik et était stockée dans une grange jusqu'à ce que les autorités déclarent qu'elle présentait un risque d'incendie. L'histoire orale suggère que le film est arrivé en Norvège lorsqu'un cinéaste norvégien a voulu assembler un projecteur aux premiers jours du cinéma et a ramené des bobines de film des États-Unis. Il a d'abord été mal identifié à Oslo, où il a été catalogué par erreur comme un film Lumière. La nouvelle de la redécouverte de 2017 aux États-Unis a poussé la Bibliothèque nationale à le réexaminer et à découvrir son origine. Bien que scanné deux fois, le film présentait toujours des taches et des malformations, mais ces films de l'époque étaient produits sans grand soin, et ces défauts ont toujours pu être présents. Le négatif du film se détériore et est conservé dans les installations arctiques dans le nord du pays.
Avant la redécouverte, les détails concernant le film, autres que son titre et son réalisateur, étaient perdus. Il était généralement simplement listé parmi les films racistes mieux connus de l'époque.